# Bobby Konders
 (février 2021).
Bobby Konders, DJ à la radio Massive B, est une légende du reggae qui a contribué avec l'animateur Jabba à l'expansion du reggae aux États-Unis[réf. nécessaire].